# Албания в Първата световна война
На територията на съвременна Албания се провеждат военни действия през Първата световна война между 1915 и 1918 г. На практика територията на Албания се пресича по това време от линията на Солунския фронт, до самия Отрантски проток.

## Състояние при избухването на ПСВ
Избухването на ПСВ сварва новообразуващото се по силата на всеобщо решение на великите сили – княжество Албания, изцяло неподготвено за световния военен конфликт. Албания е само de jure независима от малко повече от година, и е с неукрепнала държавност. Албанските земи по това време /1914 г./ са в състояние на всеобща и дълбока вътрешна криза.
Самият град Дуръс по време на атентата в Сараево, с последвалия го юлски ултиматум, е под контрола на части верни на Есад паша Топтани. Топтани се е самообявил за премиер на Република Централна Албания (на албански: Republika e Shqipërisë së Mesme) – в опозиция на временното правителство на Албания на Исмаил Кемали във Вльора. Есад паша Топтани се ползва с външната персонална подкрепа и поддръжка на Никола Пашич, с когото сключва тайното нишко споразумение (1914) на 17 септември 1914 г., благодарение на което въпреки албанската голгота – части от разбитата във войната сръбска армия се добират успешно до Корфу. Слабото правителство на Есад паша е заплашено от въоръжени групи от северните гегски католически общности, подкрепяни от Австро-Унгария. От друга страна към албанските земи има заявени териториални претенции от съседни държави, и по-специално от Италия и Гърция. На 28 февруари 1914 г. е прогласена независимостта на автономна република Северен Епир, след като гръцката армия повторно от времето на Балканските войни окупира тази територия. През октомври 1914 г. Есад паша се завръща от изгнание в Италия и неговите верни сили бързо обезпечават контрола му посредством Дуръс – над централните райони на съвременна Албания, обаче не успяват за възстановяват реда в останалата част от страната – на север продължават да се разпореждат въоръжените католически милиции поддържани от Австро-Унгария, а на юг е окупирания повторно от кралство Гърция т.нар. от последната Северен Епир.

## Навлизане на Италия в Епир
Повторната окупация на целия Епир, и въобще епирския въпрос, предизвикват огромна тревога в Италия, понеже се заплашва контрола ѝ над отрантския проток. По това време официална Атина е неутрална в избухналата ПСВ, а гръцкият крал Константинос I е шурей на германския император Вилхелм II. Тези обстоятелства налагат изпращането на италиански презморски експедиционен корпус за овладяване и окупация на Вльора с прилежащата ѝ област Канали. На 31 октомври 1914 г. италиански части заемат остров Сазани, а на 26 декември 1914 г. – и Вльора с прилежащата ѝ околност.

## Повторно навлизане на Сърбия
През пролетта на 1915 г. Есад паша се оказва в критично положение заради непрестанните атаки от подкрепяните от австро-унгарците северноалбански милиции и мюсюлманските такива от Централна Албания. Последните демонстрират лоялност към Османската империя, която вече е влязла във войната на страната на Централните сили. Никола Пашич откликва на призива за помощ на Есад паша Топтани и на 29 май 1915 г. контингент от 20 000 сръбски войници, под командването на генерал Драгутин Милутинович, навлиза в днешна Северна Албания от три посоки. Сърбите бързо прогонват прохабсбургските милиции на Байрам Цури към Мирдитите, достигайки Тирана и Елбасан. По този начин под контрола на Есад паша остава цялата неокупирана от Гърция или Италия албанска територия. 
През октомври 1915 г., след пълното поражение на Сърбия от Централните сили, Есад паша подсигурява подслоняването на разбитите сръбски части на територията на своята т.нар. Република Централна Албания. Есад паша призовава Италия да усили силите на своя експедиционен корпус, за да успее да задържи от евентуална австро-унгарско-българска атака – владението си над стратегическо пристанище на Вльора, което последната ѝ прави. Междувременно, след дълги спорове за разноските, обединеният англо-френско-италиански флот евакуира остатъците от сръбската и черногорската армии на остров Корфу, и по други средиземноморски пристанища. На 22 ноември 1915 г. във Вльора са стоварени сериозни италиански военни сили – 5000 души, като към Нова година на 1916 г. италианските сили в града наброяват 28 000 численост, а към януари 2016 г. италианската армия във Вльора достига численост от 50 000, в т.ч. бригадите „Савона“ и „Верона“, два пехотни полка, ескадрон кавалерия, три планински батерии и четири тежка артилерия.
Междувременно австро-унгарската флота се опитва безуспешно в Адриатика да осуети евакуацията на остатъците от сръбската и черногорската армии. Достъпът ѝ до Средиземно море е блокиран от съюзническия флот и действията ѝ се ограничават в Адриатика. За сметка на това, в края на януари 1916 г. австро-унгарските войски нахлуват в Северна Албания в преследване на сръбската и черногорската армии. От северозапад през Косово нахлува българската армия, която пресича река Дрин и заема Елбасан на 29 януари 1916 г. На австро-унгарско-българската инвазия уморената сръбско-черногорска армия, с частите на Есад паша Топтани, не е в състояние да противостои. Съюзническото командване решава да я евакуира по море. През декември 1915 г. всички съюзнически военни части са прехвърлени от Албания в Бриндизи. На 24 декември 1915 г. през пристанищата на Дуръс и Шенгин е евакуиран сръбският крал Петър I Караджорджевич с неговия антураж. На 5 април 1916 г. последните войници под съюзническо командване напускат Албания. През Адриатика са прехвърлени общо 260 000 военни, в т.ч. цивилни бежанци (от които 23 000 австро-унгарски пленника на сърбите), както и 10 000 коне, 68 оръдия и други военни материали и провизии. Съюзническият адриатически флот наброява 45 италиански, 26 френски и 17 британски кораба. През август 1916 г. Есад паша Топтани е прехвърлен от Италия в Солун, където е признат от Съюзниците за глава на албанското правителство в изгнание.

## Албански участък от Солунския фронт
В края на 1916 г. линията на Солунския фронт в днешните албански земи се стабилизира, като северните и централните албански райони са под австро-унгарски контрол, а южните – под италиански, и с подкрепата на френските сили ангажирани в района на Девол с център Корча. Междувременно на 20 март 1916 г. италианският епирски експедиционен корпус достига численост от 100 000. Това прави албанския сектор от солунския фронт – позиционен, като нито една от страните не предприема офанзиви.
През 1916 г. българските военни части от района на Елбасан са прехвърлени към Призрен и Прищина, разменяйки позициите си с австро-унгарски. Междувременно Австро-Унгария прави опит да върне начело на албанския престол Вилхелм фон Вид. Царство България реагира с кандидатурата на княз Кирил Преславски – за такъв на Албания.
В съюзническия сектор на Солунския фронт също има промени, след като de facto Гърция се включва в ПСВ на страната на Антантата. От август 1916 г. се формира общо съюзническо командване в Солун на френските, британските, сръбските, руските и италианските военни части в града. За главнокомандващ е определен френският генерал Морис Сарай. Италианците окупират остатъчната албанска територия, под предлог че на 18 август 1916 г. български военни части от Охрид завземат град Корча без съпротива от местния гръцки гарнизон.

## Автономна албанска република Корча
В края на 1916 г. френските сили, с подкрепата на местни банди, успяват да върнат съюзническото владение на Девол с Корча, прогласявайки създаването на автономна албанска република Корча. Този едностранен акт предизвиква дипломатически търкания и скандал между Италия и Франция, като първата обвинява втората в нарушение на лондонския договор от 1915 г. От друга страна това послужва като претекст, Италия еднолично да се разпорежда в т.нар. Северен Епир, изхвърляйки от него всякаква гръцка власт. На 3 юни 1917 г. в Гирокастро е прогласено създаването на италиански протекторат над Албания. Този италиански съюзнически ход от своя страна взривява общественото мнение в Гърция. На 27 юни 1917 г. гръцкият крал Константинос I вижда в него удобния повод да абдикира в полза на сина си Александър, както и да припомни на поданиците си, че правителството на Елефтериос Венизелос е предало страната на съюзниците от Антантата. След абдикацията и de jure кралство Гърция влиза в ПСВ – на 30 юни 1917 г.

## Военни офанзиви
В продължение на година линията на Солунския фронт в албанския му сектор е стабилна. В средата на май 1918 г., италианските и френските сили се договорят за комбинирана офанзива насочена по долините на реките Девол и Осъм. Въпреки някои частични успехи, те не успяват да напреднат в дълбочина повече от 10 – 20 km, заради австро-унгарски контраатаки. Нова френско-италианска офанзива се провежда около планината Томор в началото на юли 1918 г., но и тя също така има само частичен успех.
До средата на 1918 г. солунският фронт в албанския му сектор остава позиционен. След сключването на солунското примирие, австро-унгарците започват да се изтеглят на север, запазвайки контрола си върху остатъчна Албания до подписването на австро-унгарско-италианското примирие във вила Густи край Падуа на 3 ноември 1918 г. Последният акт бележи края на военните действия на Австро-Унгария в ПСВ, а и въобще края на тази война на територията на съвременна Албания.